# Klub Szyderców
Klub Szyderców – kabaret literacki działający w Poznaniu w latach 1932 - 1935, występujący w kawiarni Pod Kaktusem przy Placu Wolności.
Był jednym z najpopularniejszych, najbardziej rozbudowanych artystycznie i najbardziej kontrowersyjnych kabaretów poznańskich doby międzywojennej. Występowali w nim m.in. Jan Sztaudynger, Artur Maria Swinarski (szef), Jerzy Gerżabek, Juliusz Znaniecki, Ludwik Puget, Kazimierz Pluciński (Pigwa), Gwidon Miklaszewski i Marian Spychalski. Kabaret w prześmiewczy sposób traktował poznańskie elity i wyśmiewał się z wielu stereotypowych cech mieszkańców miasta, co nie wszystkim przypadało do gustu. W programie były również pokazy taneczne, muzyczne i deklamacje wierszy. Gościnnie występowali kabareciarze z innych miast. Stałym gościem oraz autorką tekstów była Magdalena Samozwaniec. Na ścianach wisiały karykatury znanych mieszkańców miasta, których autorem był Henryk Smuczyński. Powodem zawieszenia działalności było podwyższenie czynszu przez właściciela lokalu - Stomil. 
Feliks Widy-Wirski pisał na temat kabaretu: Klub ten był niejako wentylem, przez który płynął w zastygłe tradycjonalizmem życie kulturalne Poznania ożywiony prąd postępu.